# IMac Pro
Ne doit pas être confondu avec Mac Pro ou MacBook Pro.
L'iMac Pro est un ordinateur personnel et station de travail tout-en-un, conçu, fabriqué et vendu par Apple. Il est sorti le 14 décembre 2017. C'est l'un des quatre ordinateurs de bureau de la gamme des Macintosh actuelle, avec le Mac mini, l'iMac et le Mac Pro. Apple annonce son arrêt le 7 mars 2021 en raison de l'engouement des clients pour l'iMac 27" 5K.

## Vue d'ensemble
L'iMac Pro a été présenté à la WWDC 2017 le 5 juin 2017 et est sorti en décembre 2017. Apple l'a annoncé comme « le plus puissant à ce jour ». Son prix débute à 5 499 euros. Il intègre un processeur Intel Xeon de huit, dix, quatorze ou dix-huit cœurs, un écran 5K, une carte graphique AMD Vega, une mémoire à code correcteur d'erreurs, et un port 10 Gigabit Ethernet. Le modèle de base contient 32 Go de RAM et il est possible de monter jusqu’à 128 Go de mémoire en option.
Cet iMac Pro intègre également la puce Apple T2 pour stocker les clés chiffrées, et une version personnalisée de macOS qui autorise l'utilisateur à verrouiller le démarrage de l'ordinateur.
Le 19 mars 2019, une option permettait d'ajouter une mémoire vive de 256 Go et une carte graphique Vega 64X,.

### Design
Le chassis de l'iMac Pro est basé sur celui de l'iMac 27 pouces sorti en 2012, mais possède une finition sombre appelée « gris sidéral ». Contrairement à l'iMac, les accessoires fournis avec l'iMac Pro, c'est-à-dire le Magic Keyboard (avec pavé numérique) et la Magic Mouse 2 ou le Magic Trackpad, sont également dotés avec une finition gris sidéral.

### Réparabilité
Le processeur, la mémoire, et le stockage ne sont pas soudés et peuvent être retirés individuellement. Contrairement à l'iMac 27 pouces, l'iMac Pro ne possède pas de port destiné à la mémoire, bien qu'elle puisse être changée dans un Apple Store ou dans les services agréés. Le remplacement de la mémoire par l'utilisateur est possible puisqu'elle n'est pas soudée, en revanche, cela nécessite de démonter l'écran, ce qui annule la garantie.
L'iMac Pro est le premier modèle à être équipé de la puce Apple T2, ce qui a pour conséquence de rendre irremplaçable les modules SSD car ces derniers sont appairés numériquement avec cette puce, bien qu'il ne soit pas soudé sur la carte-mère comme de nombreux modèles de MacBook.

### Caractéristiques
|  | Génération actuelle |

| Composant                         | Intel Xeon 8, 10, 14, ou 18 cœurs |             |
| Modèle                            | 2017 - 2021 | 2017 - 2021 |
| --------------------------------- | --- | ----------- |
| Date de sortie                    | 14 décembre 2017 |             |
| Date d'arrêt de commercialisation | 19 mars 2021 |             |
| Numéro de modèle commercial       | MQ2Y2LL/A (configuration de base) |             |
| Numéro de modèle                  | A1862 |             |
| Référence du modèle               | iMacPro1,1 |             |
| Numéro EMC                        | 3144 |             |
| Écran                             | 27 pouces, 5120 × 2880, taux de rafraîchissement de 60 Hz |             |
| Écran                             | Grand écran avec écran brillant IPS au format 16:9, rétroéclairage LED avec espace de couleurs P3 Luminance de 500 nits Prise en charge de 1,07 milliard de couleurs        |             |
| Processeur                        | Processeur Intel Xeon à 8 (W-2140B), 10 (W-2150B), 14 (W-2170B) ou 18 (W-2191B) cœurs cadencé à 3,2 GHz (avec Turbo Boost jusqu'à 4,2 GHz sur un socket LGA 2066            |             |
| Bus système                       | Dépend des modèles |             |
| Mémoire vive                      | 32 Go (configurable en 64 Go, 128 Go ou 256 Go) cadencé à 2666 MHz en DDR4 ECC SDRAM                                                                                        |             |
| Carte graphique                   | Carte graphique AMD Radeon Pro Vega 56, Vega 64, ou Vega 64X, avec jusqu'à 16 Go de mémoire vidéo High Bandwidth Memory                                                     |             |
| Stockage                          | SSD NVMe de 1 To Configurable en 2 ou 4 To |             |
| Puce de sécurité                  | Apple T2 |             |
| Connectivité                      | Wi-Fi 5 (802.11a/b/g/n/ac) intégré 10 Gigabit Ethernet Bluetooth 5.0 |             |
| Webcam                            | Caméra FaceTime HD (1080p, 2 Mpx) |             |
| Connectiques                      | 4 × USB 3.0 |             |
| Connectiques                      | 4 × Thunderbolt 3 (USB Type-C 3.1 deuxième génération) Prend en charge deux écrans ayant une résolution de 5120 × 2880 ou quatre écrans ayant une résolution de 4096 × 2304 |             |
| Connectiques                      | Logement pour carte SDXC supportant le UHS-II |             |
| Audio                             | Sortie audio numérique / prise casque Haut-parleurs stéréo intégrés |             |
| Poids                             | 9,7 kilogrammes |             |